# 1983年中国大陆
| 中国历史 / 中国历史年表 |
| 世紀： 19世纪中国 / 20世纪中国 / 21世纪中国 |
| 年代： 1950年代中国大陆 / 1960年代中国大陆 / 1970年代中国大陆 / 1980年代中国大陆 / 1990年代中国大陆 / 2000年代中国大陆 / 2010年代中国大陆                     |
| 年份： 1979年中国大陆 / 1980年中国大陆 / 1981年中国大陆 / 1982年中国大陆 / 1983年中国大陆 / 1984年中国大陆 / 1985年中国大陆 / 1986年中国大陆 / 1987年中国大陆 |
| 纪年： 癸亥年（猪年）、中华人民共和国成立34周年 |

## 黨和國家領導人

### 最高領導人
- 中國共產黨中央委員會總書記：胡耀邦

### 國家元首
- 中華人民共和國主席：李先念

### 政府首腦
- 中華人民共和國國務院總理：趙紫陽

## 大事記

### 1月
- 1月12日——中國與安哥拉建交。
- 1月12日－18日——中日双方关于日本在华孤儿赴日寻亲的事务协商在东京举行。

### 2月
- 2月12日——首届春节联欢晚会播出。

### 3月
- 3月2日——中國與科特迪瓦建交。

### 5月
- 5月9日——中國加入《南極條約》。
- 5月27日——中國首批博士誕生。

### 6月
- 李先念當選為中華人民共和國主席；烏蘭夫當選為中華人民共和國副主席；彭真當選為第六屆全國人民代表大會常務委員會委員長；趙紫陽連任國務院總理；另外，已故國務院總理周恩來夫人鄧穎超當選為全國政協主席。
- 6月16日——内蒙古牙克石发生震惊全国的红旗沟惨案，成为1983年全国严打的直接导火索。
- 6月26日——鄧小平第一次提出“一國兩制”的構想[1]:576。

### 7月
- 7月12日——中英兩國正式展開香港前途的第二輪談判，中方團長為中國副外長姚廣[2]，英方團長則是英國駐華大使柯利達爵士，香港總督尤德爵士亦以英方成員身份參加談判[3]:53。

### 8月
- 8月25日——中共中央发出《关于严厉打击刑事犯罪活动的决定》。

### 9月
- 9月5日——中、日、英、美的石油公司在中国南海合作勘探开发石油的合同在北京签署。
- 9月6日——中日关税协定在北京签署。

### 10月
- 10月13日——印尼籍輪撞沉中國大慶油輪。

### 11月
- 11月30日——广州海运局“紫罗兰号”客轮、上海海运局“长柳号”分别从黄埔港、上海港相向开出，完成中国大陆籍客轮通过台灣海峽的首航。由此，中国大陆籍民用船只在台湾海峡复航。

### 12月
- 12月22日——中国第一台每秒钟运算一亿次以上的银河计算机在长沙研制成功，成為繼美國和日本之後第三個能獨立設計和研製超級計算機的國家。